# Antonia Verocai Zardini
Antonia Verocai Zardini (Cortina d'Ampezzo, 1876 – Cortina d'Ampezzo, 1951) è stata una fotografa italiana, pioniera fotoreporter di guerra.

## Biografia
Nacque da famiglia di regolieri, in una casa che affacciava sulla piazza principale. Fu istruita presso le scuole dell'Impero austro-ungarico, che governava l'Ampezzano dal 1521. Sposò Raffaele Zardini (!858-1950), diplomato ebanista a Vienna e maestro di costruzioni in legno, insegnante alla locale "Imperial Regia Scuola Industriale". Ebbero quattro figli. Nel 1914 gli ampezzani furono reclutati per la guerra e gli insegnanti italiani vennero allontanati dalla scuola per timore di propaganda filo-italiana. Raffaele fu internato in un campo di lavoro a Katzenau dal 1915 al 1917. Antonia dovette occuparsi da sola della famiglia e dell'attività del laboratorio fotografico.  

## La fotografia: passione e lavoro
Raffaele scoprì la fotografia dopo aver riparato la macchina fotografica di un turista, nel 1897, ricostruendone le parti in legno. Costruì quindi la sua prima macchina fotografica e allestì una camera oscura. I primi scatti presenti nell'archivio risalgono al 1890 e uno studio fotografico fu avviato nel 1902. 
Antonia partecipò attivamente all'attività fotografica e nel 1909 aprì lo studio fotografico a lei intestato, "Fotografia A. Zardini", prima donna titolare di una azienda in zona. Lo studio era ampio da permettere anche foto di gruppo, fino a venti persone. Si fece costruire tre fondali dipinti, utilizzati per le foto di ampezzani e turisti. 
La fotocamera che utilizzava era fabbricata dalla azienda Voitgländer, un modello stereoscopico con un formato di 10,5 per 4,3 cm, che poteva contenere lastre in vetro per 8 pose, con un cambio rapido. Le lastre venivano poi ritoccate e i figli e le cugine collaboravano.

## Testimone della guerra
Durante la Prima Guerra Mondiale, Cortina era diventato un paese di donne e bambini, spopolato di uomini, reclutati dall'Impero austriaco, già dal 2014, e inviati in Galizia. Dalla finestra di casa, con il pericolo di essere scoperta e denunciata di spionaggio, il 28 maggio 1915 Antonia immortalò la ritirata delle ultime truppe austriache e l'ingresso dei primi fanti italiani della Divisione Marche. Divenne testimone della storia, fotografando, con la sua macchina stereoscopica Voitgländer, oltre alle truppe in città, scene cruente di guerra sulle montagne. Raccolse nomi, date e informazioni, sviluppò le sue lastre fotografiche e quelle che le portavano i militari italiani. Antonia fotografò i soldati austriaci catturati nell’estate 1915 vicino a Passo Falzarego, le trincee a Col dei Bos nell’agosto del 1917, le linee difensive italiane alle Cinque Torri, i baraccamenti italiani ai piedi delle montagne, lo scoppio di una bomba a Cortina presso Piazza Venezia il 14 luglio 1916 e il grande incendio il 4 ottobre 1916. Le sue foto sono state esposte in varie mostre e pubblicate in diversi libri.

## Assistenza umanitaria
Collaborò con la Croce Rossa Italiana, offrendo il suo talento nell’assistenza umanitaria. Con la sua macchina fotografica immortalò scene di coraggio, resilienza e solidarietà, regalando al mondo documenti  autentici sulle realtà vissute durante il conflitto mondiale. La sua eredità supera le sole fotografie e diviene testimonianza di un’epoca cruciale della storia europea. 

## L'eredità professionale
I figli ereditarono la versatilità dei genitori: Olga abile nello sviluppo e nella stampa; Rinaldo (1902-1988) appassionato naturalista, ricevette la laurea honoris causa in Scienze Naturali nel 1985 e a lui è intitolato il Museo Paleontologico di Cortina d’Ampezzo, fu fotografo sul fronte greco - albanese; Roberto (1905-1986), oltre a essere un atleta, ritrasse momenti difficili sul fronte russo e documentò la ritirata della Brigata alpina Julia; Ofelia invece si dedicò alla recettività alberghiera. 
Anche il nipote Stefano (Cortina, 1945 - Treviso, 2019), come reporter freelance, documentò numerose situazioni di emergenza in oltre 60 Paesi del mondo, il traffico di eroina al confine tra Afganistan e Tajikistan, la condizione dei bambini malati di AIDS in Russia, la prostituzione a Calcutta e curò un progetto fotografico a salvaguardia degli iceberg in Groenlandia. 
La famiglia collezionò un ricco archivio fotografico, dal 1890 al 2000, costituito da circa 215.000 documenti fotografici: 12.000 negativi su lastra di vetro, 3.000 su pellicola e circa 200.000 diapositive a colori.